# Kim Cúc (phát thanh viên)
NSƯT Kim Cúc là ca sĩ trong đoàn văn công Lục Ngạn, phát thanh viên nổi tiếng của Đài Tiếng nói Việt Nam, được phong tặng danh hiệu Nghệ sĩ ưu tú.

## Tiểu sử
Bà tên thật là Phan Thị Kim Cúc, sinh năm 1944 tại Nam Định, từng là ca sĩ trong đoàn văn công Lục Ngạn.
Vào năm 1967, khi đang chuẩn bị tiết mục để chuẩn bị đi phục vụ cho các chiến sĩ đường 9 Nam Lào thì Kim Cúc được gọi đi đọc hộ tin chiến thắng cho quân đội trên phòng thu của Đài tiếng nói Việt Nam, cái tin chỉ kéo dài chừng 1 phút ấy đã khiến ước mơ từ thuở nhỏ của bà thành sự thật. Một ngày sau khi lên đài đọc bản tin, bà được cấp trên yêu cầu bàn giao lại công việc tại đoàn văn công và nhận nhiệm vụ mới. Cùng với công việc tại đài, Kim Cúc đã tranh thủ đi học thêm Đại học tại chức và học thêm ngoại ngữ như tiếng Anh, Tiếng Pháp, tiếng Trung để có thể phát âm được những ngôn ngữ đó.
Đến năm 1969, Kim Cúc chính thức gắn bó với chương trình Đọc truyện đêm khuya, đã quen thuộc với hàng triệu thính giả của Đài VOV. Đến nay, khi đã trải qua hơn 40 năm và đã nghỉ hưu nhưng bà vẫn tiếp tục cộng tác với chương trình. Một tuần hai buổi, bà vẫn đều đặn lên đài để làm cầu nối gửi những câu chuyện tới các thính giả nghe đài. Ngoài ra bà còn dậy khóa học MC cho trường Sân khấu Điện ảnh.

## Đánh giá
Nhà văn Văn Tùng:
"Tôi không biết năm nay chị bao nhiêu tuổi nhưng cho phép tôi gọi chị bằng cô. Cô Cúc ơi, truyện tôi tự viết ra, tôi đưa cho mọi người xung quanh đọc họ đều nhận xét truyện của tôi chả có gì đặc biệt. Khi truyện in trên báo, tôi đọc xong cũng thấy nó chả ra cái gì cả. Vậy mà ngày hôm qua, truyện này được phát trên đài qua giọng đọc của cô, mọi người hỏi tôi, ô, truyện này mới viết à? Hay thế. Tôi cảm ơn cô. Cô là người thứ hai đã giúp truyện của tôi sống lại"

## Gia đình
Sau khi giải phóng vào năm 1976, NSƯT Kim Cúc đã kết hôn với một phát thanh viên tiếng Nhật cùng Đài (sau này ông chuyển sang công tác tại Bộ Công thương). Đến bây giờ, ông bà đang sống với niềm vui lớn từ các con "đủ nếp, đủ tẻ" và các cháu nội, ngoại.